# 1733 au théâtre
| Années du théâtre : 1730 - 1731 - 1732 - 1733 - 1734 - 1735 - 1736    |
| Décennies du théâtre : 1700 - 1710 - 1720 - 1730 - 1740 - 1750 - 1760 |

## Événements
- L'acteur Francisque prend la direction du Théâtre de La Monnaie à Bruxelles.

## Pièces de théâtre publiées
- Lewis Theobald donne à Londres une nouvelle édition des pièces de Shakespeare en sept volumes chez  le libraire et éditeur Jacob Tonson : The Works of Shakespeare : in seven volumes. Collated with the Oldest Copies, and Corrected ; with Notes explanatory and Critical[1].

## Pièces de théâtre représentées
- 6 juin : L’Heureux Stratagème, comédie de Marivaux, par les Comédiens-Italiens.

## Naissances
- 22 août : Jean-François Ducis
- Date précise inconnue ou non renseignée :
  - Pierre Nicolas Brunet, dramaturge français, mort le 4 novembre 1771.

## Décès
- 17 septembre : Gilles de Caux de Montlebert, poète et dramaturge français, né en 1682.